# Leuronychus
Genre
Synonymes
- Microgyas Schenkel, 1951

Leuronychus est un genre d'opilions eupnois de la famille des Sclerosomatidae.

## Distribution
Les espèces de ce genre se rencontrent au Mexique, aux États-Unis et au Canada.

## Liste des espèces
Selon World Catalogue of Opiliones (16/05/2021) :
- Leuronychus fulviventris (Pickard-Cambridge, 1904)
- Leuronychus pacificus (Banks, 1894)

## Publication originale
- Banks, 1900 : « New genera and species of American Phalangida. » Journal of the New York Entomological Society, vol. 8, p. 199–201 (texte intégral).